# 鶴光・美和子噂のゴールデンリクエスト
『鶴光・美和子!噂のゴールデンリクエスト』（つるこ・みわこ!うわさのゴールデンリクエスト）は、ニッポン放送の制作によりNRN系列局で放送されているリクエスト番組である。
2019年10月・12月は『笑福亭鶴光の噂のゴールデンリクエスト』、2020年2月以降は『鶴光の噂のゴールデンリクエスト』と名乗るが内容は同じであるため同一のものとして扱う。

## 概要
前身は1987年4月6日から2003年3月28日まで平日の夕方の時間帯で長きに渡り、放送された生ワイド番組『鶴光の噂のゴールデンアワー』。
番組が終了した後も、リスナーからの番組復活要望が非常に多かった。それに応えるべく、2003年のナイターオフ枠の単発番組を放送。
2004年12月、聴取率調査週間の一環として編成。長年コンビを組んできた田中が結婚・育児が一段落した為、この回から復帰。2005年2月の聴取率調査週間で再び編成され、同年12月にタイトルを改題した番組を編成。2007年4月の放送のみ、アシスタントを田中ではなくニッポン放送の女性アナウンサーが務めた。7年後の2014年4月26・27日にプロ野球中継の雨傘番組（ショウアップナイタースペシャル）として編成したが、結果として放送は見送られた。
2017年1月開始のテレビ番組『笑福亭鶴光のオールナイトニッポン.TV@J:COM』（J:COM・ニッポン放送の共同制作、アシスタントは田中が担当）の好評を受けて、2019年10月8日に『笑福亭鶴光の噂のゴールデンリクエスト』として復活。テーマソングも『鶴光の噂のゴールデンアワー』と同じものを使用している。12月9日 - 13日の放送では前半部分はNRN系列の一部放送局にも同時ネットされた。以後、聴取率調査週間の特別番組として放送（2020年2月18日 - 21日、4月20日 - 25日、6月9日 - 12日）。4月以降はNRNナイターをネットしているラジオ局も『ナイタースペシャル』に準じてネットされた（ただしSTV・SF・MBS・ABC・RCC・ROKを除く）。
2020年9月の聴取率調査週間では「ショウアップナイター」を優先する編成となったが、9月7日と9月13日は中継試合が屋外球場であることから、同中継のレインコートならびにクッション番組として編成。7日は中継終了後の21:26頃から21:50まで、13日は中継終了後の20:15から21:20まで放送した。
2020年11月10日から、ナイターオフのレギュラー番組に昇格することが発表された（田中は金曜の同時間帯に放送される『安東弘樹 Let’s Go Friday』と兼務）。ニッポン放送における鶴光のレギュラー番組は『鶴光 セブンミニッツ』以来12年ぶりであり、「ゴールデンアワー」終了からは17年7か月ぶりの復活となる。クライマックスシリーズや日本シリーズの関係で野球中継を優先するため番組休止（いずれもニッポン放送が全試合の放送権を持っているため。ただし、試合の展開によって中継が無い日は通常編成）。聴取率調査週間は放送時間を1時間拡大し20:00まで放送（19時台の番組はネット局で裏送りとして放送）し、以下の企画も行う（「小島奈津子のおかえりなさい」は休止、CMのみ放送）。
2020年12月15日 - 17日：『ゴールデンアワー』で放送されていた「三菱ダイヤモンドハイウェイ」のコーナー「こがねちゃんクイズ」の復活、セクシーなじょなじょ
2021年2月16日 - 18日：セクシーなじょなじょ、寄席、1万円が当たるキーワードクイズ
2021年3月18日にレギュラー放送は終了。聴取率調査週間の一環として2021年6月17日、9月6日にも放送。9月の回は「重大発表」として2021年度のナイターオフも放送することが発表された。ニッポン放送では、放送時間も17:30-20:30と、2020年度から放送時間が拡大した。
2021年度は9月28日（火）より『ニッポン放送ショウアップナイター』をネットしているNRN系列局にも全国ネットで放送されることになった。ニッポン放送では当初10月19日開始予定であったが10月27日開始に繰り下がった。
その後2022年3月23日にレギュラー放送を終了したが、半月後の4月16日に聴取率調査週間の宣伝も兼ねて復活。さらに4月24日のナイター中継の雨傘番組として編成。6月13日にはニッポン放送単独特番として、14日 - 16日はナイタースペシャルとして放送。
2022年度のナイターオフ期は9月28日から2023年3月24日まで編成。ただし、これまで放送されていた火曜日に『古家正亨 K TRACKS』『ゲッターズ飯田 ラジオで占いまSHOW』が入ることから1曜日ずれて「水〜金」編成となった。
2023年4月16日に聴取率調査週間の宣伝も兼ねて放送。4月22・23日のナイター中継の雨傘番組として放送されることが発表された。2023年4月22日には「ニッポン放送 THEラジオパーク in 日比谷」にて鶴光・田中・前島・内田が出演して公開録音を行ったが、雨傘番組は編成されずお蔵入りとなった。
2023年度のナイターオフ期は10月4日に開始。17時台に『伊集院光のタネ』を編成したため、放送開始時間が18時に変更された。
2024年度のナイターオフ期は10月1日に開始。ただし、放送曜日の区割りが再び「火〜木」編成に戻ることになった。
2024年3月に誕生し、エンディング曲に使用されているオリジナル楽曲「もっこり音頭」が、2025年3月18日にテイチクエンタテインメントより正式に配信リリースされた。

## 出演者

### パーソナリティ
- 笑福亭鶴光（落語家）

鶴光の名前は正式には〝つるこ〟と読むが、この番組では必ず〝つるこう〟と読む。これは『ゴールデンアワー』時代からの流れでもあるが、鶴光自身がラジオパーソナリティ・タレントとしては〝つるこう〟として使い分けしていることも関連している。ただし、アドレスやツイッターアカウントに使用されているのは"tsuruko"である。番組中は基本的に「（鶴光）師匠」と呼ばれるが、主にリスナーから「長方形師匠」と呼ばれて弄られることがある。これは『笑福亭鶴光のオールナイトニッポン.TV@J:COM』で紺野ぶるまが、同番組のアシスタント就任前にゲスト出演した際に、鶴光から急にエロ謎かけを振られ、「マスクと掛けて鶴光師匠と解きます、その心は長方形（超包茎）でしょう」と苦し紛れに答えたことから誕生したものである。当初は同番組の投稿者のみが使用する弄りに過ぎなかったが、やがて両番組共通の常連投稿者がこの番組にもその弄りを持ち込んだことから定着した。
- 松本秀夫（元ニッポン放送アナウンサー） - 2021年6月17日
- 里崎智也（ニッポン放送ショウアップナイター解説者） - 2021年6月17日

### アシスタント
- 田中美和子（タレント、フリーアナウンサー） - 2004年12月13日 - 12月17日、2005年2月21日 - 23日、25日、2019年10月8日、2019年12月9日 - 13日、2020年2月18日 - 21日、4月20日　- 24日、6月9日 - 12日、11月10日 - 2021年3月18日、6月17日、9月6日、9月28日 -
- 新保友映（当時：ニッポン放送アナウンサー） - 2007年4月9日、16日※『笑福亭鶴光の噂のゴールデンリクエスト』のみ
- 増山さやか（ニッポン放送アナウンサー） - 2021年10月7日※田中（体調不良による）の代理

#### 噂のゴールデンアワーズ
田中は上記体調不良による出演見合わせの翌週、2021年10月12日より番組に復帰したが、毎週木曜日は本人の体調と、当番組と金曜日未明（木曜日深夜）に放送されるSong of Japan（ベイエフエム）との両立を考慮して、聴取率調査週間中を除き代役アシスタントが担当していた。番組内ではこの代役アシスタントを「美和子率いる噂のゴールデンアワーズ」と呼称していた。2022年2月17日より木曜日も田中が毎週出演するようになり、ゴールデンアワーズは終了した。
この「ゴールデンアワーズ」は2021年度ナイターオフのセカンドシーズンのみ行われたが、2022年度ナイターオフのサードシーズン以降における田中のアシスタント代理についても便宜上ここで述べる。
- 箱崎みどり（ニッポン放送アナウンサー） - 2021年10月14日、21日、11月4日、18日
- 東島衣里（ニッポン放送アナウンサー） - 2021年10月28日、12月2日、2022年1月6日、13日、2023年1月27日
- 熊谷実帆（ニッポン放送アナウンサー） - 2021年11月11日、2022年2月10日、2024年1月26日[注 10]
- 松本秀夫 - 2021年12月9日、2022年1月20日
- 増田みのり（元ニッポン放送アナウンサー） - 2021年12月23日
- 前島花音（ニッポン放送アナウンサー） - 2022年2月3日

### コーナー出演
- 前島花音 - 「世界にフォーカス!鶴光の伏せ字ニュース」（2020・2021年度は全曜日、2022年度は水・金曜、2023年度[12]は金曜日を担当）、聴取率調査週間のキーワード発表、ナイターシーズン中は交通情報の呼びかけと20時前のニュースなどニッポン放送向けのフォローも行う。鶴光から“前貼りキャノン”と呼ばれている。
- 内田雄基（ニッポン放送アナウンサー） - 「世界にフォーカス!鶴光の伏せ字ニュース」（2022年度は木曜、2023年度[13]は水・木曜を担当）、代役として2021年10月7日[注 11]、2022年2月3日（前島が番組アシスタントを務めるため）にも出演。鶴光から“内田ズイキ”と呼ばれている。
  - 東島衣里 - 2021年10月5・6日、2022年1月19日[注 11]、2022年11月23日（前島の代打）、12月14日（同じく）、2023年1月6日[注 12]、1月11日[注 12]、2月24日、2023年10月20[14]・26日
  - 熊谷実帆 - 2022年9月30日[注 13]、10月14日[注 13] 、11月25日[注 13][注 14]、12月9[注 13]・16日[注 13] [注 14]、2023年3月17日[注 13]、2023年10月25日[注 15]
  - 大泉健斗 - 2023年3月3日
- Little Black Dress - 2021年10月5・12日 - 「Little Black Dress 黒いワンピース」（火曜20:15頃）[注 16]

### スポーツキャスター
いずれも、2020年ナイターオフシーズンの「スポーツニュースショウアップ」を担当。2021年度以降は曜日を固定せず日替わりでニッポン放送アナウンサーが出演。
- 山内宏明（ニッポン放送アナウンサー） - 火曜担当
- 大泉健斗（同上） - 水曜担当
- 小永井一歩（同上） - 木曜担当

### ゲスト
- 紺野ぶるま（お笑い芸人、18時台のみ） - 2020年6月9日 - 12日
- ねづっち（同上） - 2020年6月12日
- 河邑ミク（同上） - 2020年12月16日
- Little Black Dress - 2021年9月28日。自身の番組開始を前にあいさつ代わりに出演
- 水沢まい（グラビアアイドル、sherbetNEO） - 2022年2月3日。「シャワーの神様」のコーナー[15]に都内某所からリモート出演[注 17]
- 笑福亭羽光（落語家、鶴光の弟子） - 2022年10月5日・2023年3月15日の18時台に出演
- 鈴木杏樹（女優、オールナイトニッポン MUSIC10火曜パーソナリティ） - 2024年10月1日、12月10日、その他にも2024年度は毎週火曜日の19時台または20時台にインターホンの音がなると登場している。
- 泉房穂（前兵庫県明石市長、泉房穂の情熱ラジオパーソナリティー） - 2024年12月9日
- 片岡鶴太郎 - 2024年12月11日
- DJ KOO - 2024年12月12日

## 放送期間
単発番組 - ナイターシーズン中（4月 - 9月）の18：03 - 20：56はNRN全国ネット。『ショウアップナイター』に合わせて飛び乗りポイントを編成
- 20:00 - 21:50 - 2004年12月13日 - 12月17日、2019年12月9日 - 13日[注 18]
- 20:00 - 21:50 - 2005年2月21日 - 23日
- 20:00 - 24:00 - 2005年2月25日
- 18:50 - 21:00 - 2007年4月9日、16日
- 18:00 - 20:50[注 19] - 2019年10月8日
- 18:00 - 20:00 - 2020年2月18 - 20日[注 19]、4月20日 - 23日、6月9日 - 6月11日、2021年10月18日[注 20]、2022年6月13日 - 6月16日
- 17:40 - 20:00[注 21] - 2020年2月21日
- 17:30 - 20:00 - 2020年4月24日、6月12日、12月15 - 17日、2021年2月16 - 18日、12月14 - 16日、2023年2月15・16日
- 17:35 - 19:00 - 2021年1月7日
- 18:00 - 21:20 - 2021年6月17日
- 19:00 - 21:00 - 2021年4月16日、2022年4月16日、2022年10月27日、2023年2月17日
- 18:00 - 20:00 - 2022年10月20日、2023年4月16日（[注 22]）

レギュラー番組
- 火曜 - 木曜 17:30 - 19:00[注 23] - 2020年11月10日 - 2021年3月18日
- 火曜 - 木曜 19:00 - 21:00 - 2021年9月28日 - 2021年10月21日、2022年10月13・14日 ※ニッポン放送では放送せず裏送りとなる場合の放送時間
- 19:00 - 20:30 - 2021年10月26日、2022年10月12日 ※いずれもニッポン放送では放送せず裏送り
- 火曜 - 木曜 17:30 - 20:30[6][注 24] - 2021年10月27日 - 2022年3月23日
- 水曜 17:30 - 20:30・木曜 17:30 - 21:00・金曜 17:30 - 20:00 - 2022年9月28日 - 11月4日
- 水曜 - 木曜 17:30 - 20:30・金曜 17:30 - 20:00[注 25] - 2022年11月9日[注 26][16] - 2023年3月24日
- 水曜 - 金曜 18:00 - 20:30[注 27][9] - 2023年10月4日 - 2024年3月28日・木曜:18:00 - 20:40 - 2023年10月5日 - 2024年3月20日
- 月曜 18:00 - 20:00 2024年12月11日 ※ニッポン放送のみ 火曜 18:00 - 21:00 2024年10月1日 - 2025年3月25日 ・水曜 - 木曜 18:00 - 20:00 2024年10月2日 - 2025年3月27日

## タイムテーブル
2020年度ファーストシーズンナイターオフ
2021年度セカンドシーズンナイターオフ（10月21日までの暫定タイムテーブル）
2021年度セカンドシーズンナイターオフ（10月26日以降のタイムテーブル）

### 現行のタイムテーブル
2022年度サードシーズンナイターオフ以降

## ネット局

### 2021年度セカンドシーズン
ニッポン放送以外のネット局は放送時間の短い順→放送曜日の多い順に表記。
| 放送対象地域  | 放送局                 | 放送時間                                  | 備考 |
| ------------- | ---------------------- | ----------------------------------------- | --- |
| 関東広域圏    | ニッポン放送           | 火 - 木曜 17:30 - 20:30                   | 制作局 2021年10月18日にニッポン放送ローカルで事前特番を放送し、 10月27日からレギュラー放送開始。                                                                                   |
| 京都府 滋賀県 | KBS京都 KBS滋賀        | 火 - 木曜 19:00 - 19:30                   | 2021年9月28日から開始。 火曜は『おつかれさん!』に実質内包。 水曜は『角田龍平の蛤御門のヘン』、 木曜は『ネイビーズアフロのラジオにセント』放送のため飛び降り                        |
| 岩手県        | IBC岩手放送            | 火曜 19:00 - 19:30 水・木曜 19:00 - 20:00 | 2021年9月28日から開始。 火曜は『デジタルニュース・ラボ』放送のため飛び降り。 |
| 青森県        | 青森放送（RAB）        | 火 - 木曜 19:00 - 20:00                   | 2021年9月28日から開始。 |
| 秋田県        | 秋田放送（ABS）        | 火 - 木曜 19:00 - 20:00                   | 2021年9月28日から開始。 |
| 福島県        | ラジオ福島（rfc）      | 火 - 木曜 19:00 - 20:00                   | 2021年9月28日から開始。 |
| 栃木県        | 栃木放送（CRT）        | 火 - 木曜 19:00 - 20:00                   | 2021年9月28日から開始。 |
| 長野県        | 信越放送（SBC）        | 火 - 木曜 19:00 - 20:00                   | 2021年9月28日から開始。 |
| 福井県        | 福井放送（FBC）        | 火 - 木曜 19:00 - 20:00                   | 2021年9月28日から開始。 |
| 鳥取県 島根県 | 山陰放送（BSS）        | 火 - 木曜 19:00 - 20:00                   | 2021年9月28日から開始。 |
| 岡山県        | RSK山陽放送            | 火 - 木曜 19:00 - 20:00                   | 2021年9月28日から開始。 |
| 山口県        | 山口放送（KRY）        | 火 - 木曜 19:00 - 20:00                   | 2021年9月28日から開始。 |
| 高知県        | 高知放送（RKC）        | 火 - 木曜 19:00 - 20:00                   | 2021年9月28日から開始。 |
| 鹿児島県      | 南日本放送（MBC）      | 火 - 木曜 19:00 - 20:00                   | 2021年9月28日から開始。 |
| 宮城県        | 東北放送（tbc）        | 火 - 木曜 19:00 - 20:00                   | 2021年10月19日から開始。 |
| 山梨県        | 山梨放送（YBS）        | 水・木曜 19:00 - 20:00                    | 2021年9月29日から開始。 火曜は『いしいそうたろうのチューチューレディオ』放送のため未ネット。                                                                                       |
| 静岡県        | 静岡放送（SBS）        | 水・木曜 19:00 - 20:00                    | 2021年9月29日から開始。 火曜は通年番組『まだ帰りたくない大人たちへ チョコレートナナナナイト!』放送のため未ネット。                                                                 |
| 宮崎県        | 宮崎放送（MRT）        | 水・木曜 19:00 - 20:00                    | 2021年9月29日から開始。 火曜は通年番組『アフター6ジャンクション』を19時から放送のため未ネット。                                                                                    |
| 山形県        | 山形放送（YBC）        | 火 - 木曜 19:00 - 20:30                   | 2021年9月28日から開始。 10月21日までは21:00まで放送。 |
| 徳島県        | 四国放送（JRT）        | 火 - 木曜 19:00 - 20:30                   | 2021年9月28日から開始。 10月21日までは21:00まで放送。 |
| 長崎県 佐賀県 | 長崎放送 NBCラジオ佐賀 | 火 - 木曜 19:00 - 20:30                   | 2021年9月28日から開始。 10月21日までは21:00まで放送。 |
| 大分県        | 大分放送（OBS）        | 火 - 木曜 19:00 - 20:30                   | 2021年9月28日から開始。 10月21日までは21:00まで放送。 |
| 熊本県        | 熊本放送（RKK）        | 火 - 木曜 19:00 - 20:30                   | 2021年9月28日から開始。 10月21日までは21:00まで放送。 |
| 中京広域圏    | 東海ラジオ放送（SF）   | 火 - 木曜 19:00 - 20:30                   | 2021年10月19日から開始。 10月21日までは21:00まで放送。 |
| 新潟県        | 新潟放送（BSN）        | 水・木曜 19:00 - 20:30                    | 2021年9月29日から開始。 火曜は通年番組として『アフター6ジャンクション』を放送のため未ネット。 10月21日までは21:00まで放送。                                                        |
| 富山県        | 北日本放送（KNB）      | 水・木曜 19:00 - 20:30                    | 2021年9月29日から開始。 火曜は通年番組として『アフター6ジャンクション』を放送のため未ネット。 10月21日までは21:00まで放送。                                                        |
| 和歌山県      | 和歌山放送（wbs）      | 水・木曜 19:00 - 20:30                    | 2021年9月29日から開始。 火曜は通年番組として『アフター6ジャンクション』を放送のため未ネット。 10月21日までは21:00まで放送。                                                        |
| 香川県        | 西日本放送（RNC）      | 水・木曜 19:00 - 20:30                    | 2021年9月29日から開始。 火曜は19時から『なつな、もうすぐ月あかり』、 20時から『アフター6ジャンクション』をそれぞれ通年番組として放送のため未ネット。 10月21日までは21:00まで放送。 |

#### 備考
20時で飛び降りる局は東北放送・栃木放送を除き20時から『アフター6ジャンクション』（TBSラジオ）を放送する。
前年度の当該枠において木曜19時台のみネットしていたラジオ沖縄は本年度の同時間を自主編成枠とするためこの番組のネットを行わない。北海道・STVラジオ、茨城県・LuckyFM茨城放送、石川県・北陸放送、広島県・中国放送、愛媛県・南海放送、福岡県・九州朝日放送も自主編成のためネットしていない。

##### 特別編成に伴う休止・時間変更
- 2021年
  - 11月10日 - 11日『ショウアップナイター スペシャル クライマックスシリーズ　セ ファイナルステージ 』実況中継の第1戦・第2戦が編成されたため、ニッポン放送・東海ラジオは休止、それ以外のネット局は19:00 - 20:30まで裏送りで放送。
  - 11月23日 - 25日『ショウアップナイター スペシャル プロ野球日本シリーズ 』実況中継の第3 - 5戦が編成されたため番組休止。ニッポン放送・東海ラジオ・山口放送・大分放送・西日本放送（24・25日）は日本シリーズ中継を放送、それ以外のネット局は19:00 - 21:00にニッポン放送裏送りでサウンドコレクションを放送。第4戦で決着した場合、25日は通常通り本番組が放送される予定であった。
  - 12月1日 - 2日 ニッポン放送のみ『Music Discovery with TuneCore Japan』を放送した[23]ため、20:00で飛び降り、残る30分は20時以降もネットする局へ裏送りで放送。
  - 12月14日 - 16日 『BTS マイ・ベスト・リクエスト』を放送した[24]ため、20:30までのネット局を含め20:00までの短縮放送。19時台や20時台のコーナーを一部関東ローカル枠に繰り上げるなどして消化。同一週の東海ラジオ放送は『東海ラジオプレミアムウィーク　スペシャルプログラム』[注 47]を編成したため休止。
  - 12月28日 - 30日 - 年末年始特別編成に伴い2021年内は12月23日の放送をもって終了。特別編成期間中は、ニッポン放送では特別番組を、ネット局では『サウンドコレクション』を裏送りで放送した。
- 2022年
  - 1月25日 - 27日 『BTS マイ・ベスト・リクエスト』を放送した[25]ため、20:30までのネット局を含め20:00までの短縮放送。19時台や20時台のコーナーを一部関東ローカル枠に繰り上げるなどして消化。
  - 3月8日 - ニッポン放送は『ファーストSTEP in 国際女性デー 第1部』、ネット局では『熊谷実帆のサウンドコレクション』を裏送りで放送したため、全編休止。
  - 3月9日 - 『三浦知良のオールナイトニッポンPremium』を放送したため、ニッポン放送は19:00までの短縮放送、ネット局は休止[注 48]。
  - 3月22日 - 『「SING／シング：ネクストステージ」RADIO It’s Show Time!』放送のため、ニッポン放送は19:00までの短縮放送、ネット局は休止。
  - 3月24日 - ニッポン放送では『サッカースペシャル　FIFAワールドカップカタール2022TM アジア最終予選 日本×オーストラリア』、ネット局では『東島衣里のサウンドコレクション』を裏送りで放送したため、全編休止。このため、この番組の2021年シーズンは3月23日で終了となった。

### 2022年度サードシーズン
| 放送対象地域   | 放送局                 | 放送時間                                  | 備考              |
| -------------- | ---------------------- | ----------------------------------------- | ----------------- |
| 関東広域圏     | ニッポン放送           | 水・木曜 17:30 - 20:30 金曜 17:30 - 20:00 | 制作局            |
| 京都府・滋賀県 | KBS京都 KBS滋賀        | 水 - 金曜 19:00 - 19:30                   | [ 26 ]            |
| 青森県         | 青森放送               | 水 - 金曜 19:00 - 20:00                   | [ 27 ]            |
| 岩手県         | IBC岩手放送            | 水 - 金曜 19:00 - 20:00                   | [ 28 ]            |
| 秋田県         | 秋田放送               | 水 - 金曜 19:00 - 20:00                   | [ 29 ]            |
| 宮城県         | 東北放送               | 水 - 金曜 19:00 - 20:00                   | 2022年10月5日開始 |
| 福島県         | ラジオ福島             | 水 - 金曜 19:00 - 20:00                   | [ 31 ]            |
| 栃木県         | 栃木放送               | 水 - 金曜 19:00 - 20:00                   | [ 32 ]            |
| 山梨県         | 山梨放送               | 水 - 金曜 19:00 - 20:00                   | [ 33 ]            |
| 長野県         | 信越放送               | 水 - 金曜 19:00 - 20:00                   | [ 34 ]            |
| 福井県         | 福井放送               | 水 - 金曜 19:00 - 20:00                   | [ 35 ]            |
| 静岡県         | 静岡放送               | 水 - 金曜 19:00 - 20:00                   | [ 36 ]            |
| 岡山県         | RSK山陽放送            | 水 - 金曜 19:00 - 20:00                   | [ 37 ]            |
| 鳥取県・島根県 | 山陰放送               | 水 - 金曜 19:00 - 20:00                   | [ 38 ]            |
| 山口県         | 山口放送               | 水 - 金曜 19:00 - 20:00                   | [ 39 ]            |
| 高知県         | 高知放送               | 水 - 金曜 19:00 - 20:00                   | [ 40 ]            |
| 宮崎県         | 宮崎放送               | 水 - 金曜 19:00 - 20:00                   | [ 41 ]            |
| 鹿児島県       | 南日本放送             | 水 - 金曜 19:00 - 20:00                   | [ 42 ]            |
| 石川県         | 北陸放送               | 金曜 19:00 - 20:00                        | [ 43 ]            |
| 沖縄県         | ラジオ沖縄             | 金曜 19:00 - 20:00                        | [ 44 ]            |
| 山形県         | 山形放送               | 水・木曜 19:00 - 20:30 金曜 19:00 - 20:00 | [ 45 ]            |
| 新潟県         | 新潟放送               | 水・木曜 19:00 - 20:30 金曜 19:00 - 20:00 | [ 46 ]            |
| 富山県         | 北日本放送             | 水・木曜 19:00 - 20:30 金曜 19:00 - 20:00 | [ 47 ]            |
| 中京広域圏     | 東海ラジオ放送         | 水・木曜 19:00 - 20:30 金曜 19:00 - 20:00 | [ 48 ]            |
| 和歌山県       | 和歌山放送             | 水・木曜 19:00 - 20:30 金曜 19:00 - 20:00 | [ 49 ]            |
| 香川県         | 西日本放送             | 水・木曜 19:00 - 20:30 金曜 19:00 - 20:00 | [ 50 ]            |
| 徳島県         | 四国放送               | 水・木曜 19:00 - 20:30 金曜 19:00 - 20:00 | [ 51 ]            |
| 長崎県・佐賀県 | 長崎放送 NBCラジオ佐賀 | 水・木曜 19:00 - 20:30 金曜 19:00 - 20:00 | [ 52 ]            |
| 大分県         | 大分放送               | 水・木曜 19:00 - 20:30 金曜 19:00 - 20:00 | [ 53 ]            |
| 熊本県         | 熊本放送               | 水・木曜 19:00 - 20:30 金曜 19:00 - 20:00 | [ 54 ]            |

#### 備考
水・木曜に20:30までネットする局はニッポン放送の特別編成により通常の放送終了時間以降も放送される場合、金曜も含め最大21:00までネットを行う。放送時間が「水 - 金曜日の19:00 - 20:00」のネット局は、東北放送・栃木放送を除き、前年度と同様20時台に『アフター6ジャンクション』を同時ネットする。
前年度ナイターオフ金曜の編成を引き継ぐ形で新たに北陸放送、ラジオ沖縄が金曜19時台のみネットを行う。

##### 特別編成に伴う休止・時間変更
- 2022年10月28日、11月25日、12月16日、2023年1月13日、1月20日、2月10日[注 52]、3月3日[注 53]：『SPECIAL BOX』枠にて、通常放送時間から1時間延長して編成。
- 2022年
  - 10月12日 - 14日 - 『ショウアップナイター スペシャル クライマックスシリーズ　セ ファイナルステージ 』実況中継の第1 - 3戦が編成されたため、ニッポン放送・東海ラジオは休止、それ以外のネット局へ19:00からの裏送りとし、14日は21:00まで放送。
  - 10月19日 - 通常20:30から放送される『伊藤蘭 RAN To You 』の拡大スペシャルを20:00 - 21:50（通常当番組を20:30までネットする局も21:00飛び降りでネット）に放送したため、ニッポン放送および20:30までのネット局は20:00までの短縮放送。
  - 10月20日 - 『ショウアップナイター スペシャル ラジオ独占！ 2022プロ野球ドラフト会議 』中継を17:00 - 18:00に、『清水ミチコのミッチャン・インポッシブル2022』を20:00 - 21:50（通常当番組を21:00までネットする局も21:00飛び降りでネット）にそれぞれ放送し、ニッポン放送は18:00 - 20:00、21:00までのネット局は20:00までのそれぞれ短縮放送。
  - 10月26日・27日 - 『ショウアップナイター スペシャル プロ野球日本シリーズ 』実況中継の第4・5戦が編成されたため番組休止。ニッポン放送・東海ラジオ・山口放送・大分放送・西日本放送は日本シリーズ中継を放送、それ以外のネット局は19:00 - 21:00にニッポン放送裏送りでサウンドコレクションを放送。
  - 11月25日：『逸品コンシェルジュ  全国ご当地応援団』（中国放送制作。P:松本裕見子、大松しんじ、清老寛子）放送のため、山形放送・信越放送・高知放送は休止（『逸品コンシェルジュ』はその他にHBCラジオ・RKBラジオでも放送）
  - 12月21日 - 23日 - 特別番組『オールタイム・ジャニーズ〜歌い継ぎたい名曲コレクション〜』（P:ミッツ・マングローブ）を20:00 - 21:50（通常当番組を20:30までネットする局も、後述の東海ラジオを除いて21:00飛び降りでネット）に放送したため、ニッポン放送および21・22日の20:30までのネット局は20:00までの短縮放送。ただし、東海ラジオは19:00 - 21:00の時間帯で日替わりの特別番組（21日：『立浪×清原 baseball session』、22日：『夜のLIFE HACKERS!』、23日：『東海オンエアラジオ クリスマススペシャル in 虫眼鏡の自宅』）を自社制作するため、本番組のネットを全編休止。
  - 12月29日・30日 - 年末年始特別編成に伴い2022年内は12月28日の放送をもって終了。29日・30日は、ニッポン放送・ネット局共通の特別番組[注 54]を放送した。
- 2023年
  - 2月15日・16日 - 15日は『オールナイトニッポンPremium 〜高橋幸宏さんを偲んで』（P:上柳昌彦、ゲスト：高田漣）を、16日は『小泉今日子のオールナイトニッポンPremium』をそれぞれ20:00 - 21:50（通常当番組を20:30までネットする局も21:00飛び降りでネット）に放送したため、ニッポン放送および20:30までのネット局は20:00までの短縮放送。
  - 2月17日 - 『もうすぐ オールナイトニッポン55時間スペシャル』並びに『オールナイトニッポン55周年記念 オールナイトニッポン55時間スペシャル』放送のためニッポン放送は休止、それ以外のネット局へ19:00からの裏送りとし21:00まで放送[注 55]。
  - 2月23日 - 上記『オールナイトニッポン55周年記念 オールナイトニッポン55時間スペシャル』を放送したことによる振り替えとして、普段は日曜の5時30分から6時まで放送している『中山秀征の有楽町で逢いまSHOW』を20:00から放送することに伴い、ニッポン放送のみ20:00までの短縮放送とし、以降は20時台ネット局へ裏送りで放送。
  - 3月8日 - 特別番組『国際女性デースペシャル My Stage〜“働く”のこれからを語ろう』（P:新内眞衣）放送のため、ニッポン放送・ネット局とも番組休止。
  - 3月9・10日 - 『ショウアップナイター スペシャル 2023 WORLD BASEBALL CLASSIC 1次ラウンド 東京プール 実況中継』が編成されたため、ニッポン放送は17:30 - 18:30までの短縮放送。山口放送は中継をネットするため番組休止、それ以外のネット局へ19:00からの裏送りとし21:00まで放送[注 56]。
  - 3月16日 - 『ショウアップナイター スペシャル 2023 WORLD BASEBALL CLASSIC 準々決勝ラウンド 実況中継』が編成されたため、ニッポン放送は17:30 - 18:30までの短縮放送。東海ラジオ・山口放送は中継をネットしたため番組休止、それ以外のネット局へ19:00からの裏送りとし21:00まで放送。
  - 3月29 - 31日 - ニッポン放送は29日は開幕直前の特別番組『いつでも みんなのプロ野球 2023開幕前夜祭』、30・31日は『ショウアップナイター スペシャル』を放送、ネット局には3日間とも19:00 - 21:00に『サウンドコレクション』を裏送り（31日は一部の局を除く）したため、2022年シーズンは3月24日で終了となった。

### 2023年度フォースシーズン
- 各局ともradiko番組表に基づく。

| 放送対象地域   | 放送局                 | 放送時間                                                 | 備考   |
| -------------- | ---------------------- | -------------------------------------------------------- | ------ |
| 関東広域圏     | ニッポン放送           | 水・金曜 18:00 - 20:30 木曜 18:00 - 20:40                | 制作局 |
| 京都府・滋賀県 | KBS京都 KBS滋賀        | 水 - 金曜 19:00 - 19:30                                  |        |
| 青森県         | 青森放送               | 水 - 金曜 19:00 - 20:00                                  |        |
| 岩手県         | IBC岩手放送            | 水 - 金曜 19:00 - 20:00                                  |        |
| 秋田県         | 秋田放送               | 水 - 金曜 19:00 - 20:00                                  |        |
| 宮城県         | 東北放送               | 水 - 金曜 19:00 - 20:00                                  |        |
| 福島県         | ラジオ福島             | 水 - 金曜 19:00 - 20:00                                  |        |
| 栃木県         | 栃木放送               | 水 - 金曜 19:00 - 20:00                                  |        |
| 山梨県         | 山梨放送               | 水 - 金曜 19:00 - 20:00                                  |        |
| 長野県         | 信越放送               | 水 - 金曜 19:00 - 20:00                                  |        |
| 福井県         | 福井放送               | 水 - 金曜 19:00 - 20:00                                  |        |
| 静岡県         | 静岡放送               | 水 - 金曜 19:00 - 20:00                                  |        |
| 岡山県         | RSK山陽放送            | 水 - 金曜 19:00 - 20:00                                  |        |
| 鳥取県・島根県 | 山陰放送               | 水 - 金曜 19:00 - 20:00                                  |        |
| 山口県         | 山口放送               | 水 - 金曜 19:00 - 20:00                                  |        |
| 高知県         | 高知放送               | 水 - 金曜 19:00 - 20:00                                  |        |
| 宮崎県         | 宮崎放送               | 水 - 金曜 19:00 - 20:00                                  |        |
| 鹿児島県       | 南日本放送             | 水 - 金曜 19:00 - 20:00                                  |        |
| 沖縄県         | ラジオ沖縄             | 金曜 19:00 - 20:00                                       |        |
| 熊本県         | 熊本放送               | 水曜 19:00 - 20:30 木曜 19:00 - 20:40 金曜 19:00 - 20:00 |        |
| 山形県         | 山形放送               | 水曜 19:00 - 20:30 木曜 19:00 - 20:40 金曜 19:00 - 21:00 |        |
| 新潟県         | 新潟放送               | 水曜 19:00 - 20:30 木曜 19:00 - 20:40 金曜 19:00 - 21:00 |        |
| 富山県         | 北日本放送             | 水曜 19:00 - 20:30 木曜 19:00 - 20:40 金曜 19:00 - 21:00 |        |
| 中京広域圏     | 東海ラジオ放送         | 水曜 19:00 - 20:30 木曜 19:00 - 20:40 金曜 19:00 - 21:00 |        |
| 和歌山県       | 和歌山放送             | 水曜 19:00 - 20:30 木曜 19:00 - 20:40 金曜 19:00 - 21:00 |        |
| 香川県         | 西日本放送             | 水曜 19:00 - 20:30 木曜 19:00 - 20:40 金曜 19:00 - 21:00 |        |
| 徳島県         | 四国放送               | 水曜 19:00 - 20:30 木曜 19:00 - 20:40 金曜 19:00 - 21:00 |        |
| 長崎県・佐賀県 | 長崎放送 NBCラジオ佐賀 | 水曜 19:00 - 20:30 木曜 19:00 - 20:40 金曜 19:00 - 21:00 |        |
| 大分県         | 大分放送               | 水曜 19:00 - 20:30 木曜 19:00 - 20:40 金曜 19:00 - 21:00 |        |
| 石川県         | 北陸放送               | 金曜 19:00 - 21:00                                       |        |

#### 備考
放送時間が「水 - 金曜日の19:00 - 20:00」のネット局は、東北放送・栃木放送を除き、20時台に『荻上チキ・Session』（TBSラジオ）を同時ネットする。
また、水曜を20:30、木曜を20:40までネットしている局は、後続番組『ゲッターズ飯田 ラジオで占いまSHOW』（水、全ネット局が21時で飛び降り）・『中川翔子アニメサークル』（木）をセットで放送している。

##### 特別編成に伴う休止・時間変更
- 2023年
  - 10月5日 - 東北放送はプロ野球中継放送のため、番組休止。
  - 10月18 - 20日 - 『ショウアップナイター スペシャル セ ファイナルステージ』実況中継の第1 - 3戦を編成したためニッポン放送・東海ラジオは休止、それ以外のネット局へ19:00以降裏送りで放送。また19・20日は21:00まで放送[注 57]。
  - 10月25日 - 東海ラジオは文化放送の裏番組である特番『さだは文化だ! さだの50曲! Special』を同時ネットしたため、番組休止。
  - 11月1・2日 - 『ショウアップナイター スペシャル プロ野球日本シリーズ 』実況中継の第4・5戦が編成されるため番組休止。ニッポン放送・東海ラジオ・西日本放送は日本シリーズ中継を放送、それ以外のネット局は19:00 - 21:00にニッポン放送裏送りでサウンドコレクションを放送。
  - 11月3・17・24日、12月9日 - 『SPECIAL BOX』枠にて、ニッポン放送は通常放送時間から1時間延長して編成。
  - 11月24日：『逸品コンシェルジュ  全国ご当地応援団』（中国放送制作。P:松本裕見子、大松しんじ、清老寛子）放送のため、東北放送・信越放送は休止（『逸品コンシェルジュ』はその他にHBCラジオ・南海放送・RKBラジオでも放送）。
- 2024年
  - 3月8日：特別番組『新内眞衣のSDGs MAGAZINE増刊号』を放送のため、ニッポン放送は19:00までの短縮放送、ネット局は休止。
  - 3月20・21日『ショウアップナイタースペシャル』として MLBソウルシリーズ2024 ロサンゼルス・ドジャース×サンディエゴ・パドレス戦を放送するため、ニッポン放送は19:00までの短縮放送、IBC岩手放送・東海ラジオ・山口放送は中継をネットするため番組休止、それ以外のネット局は19:00以降裏送りで放送。

### 2024年度フィフスシーズン
- 各局ともradiko番組表に基づく。

| 放送対象地域   | 放送局                 | 放送時間                                  | 備考                  |
| -------------- | ---------------------- | ----------------------------------------- | --------------------- |
| 関東広域圏     | ニッポン放送           | 火曜 18:00 - 21:00 水・木曜 18:00 - 20:00 | 制作局                |
| 京都府・滋賀県 | KBS京都 KBS滋賀        | 火 - 木曜 19:00 - 19:30                   |                       |
| 青森県         | 青森放送               | 火 - 木曜 19:00 - 20:00                   |                       |
| 岩手県         | IBC岩手放送            | 火 - 木曜 19:00 - 20:00                   |                       |
| 秋田県         | 秋田放送               | 火 - 木曜 19:00 - 20:00                   |                       |
| 宮城県         | 東北放送               | 火 - 木曜 19:00 - 20:00                   | 2024年10月2日放送開始 |
| 福島県         | ラジオ福島             | 火 - 木曜 19:00 - 20:00                   |                       |
| 山口県         | 山口放送               | 火 - 木曜 19:00 - 20:00                   |                       |
| 徳島県         | 四国放送               | 火 - 木曜 19:00 - 20:00                   |                       |
| 高知県         | 高知放送               | 火 - 木曜 19:00 - 20:00                   |                       |
| 鹿児島県       | 南日本放送             | 火 - 木曜 19:00 - 20:00                   |                       |
| 中京広域圏     | 東海ラジオ放送         | 火曜 19:00 - 21:00 水・木曜 19:00 - 20:00 |                       |
| 鳥取県・島根県 | 山陰放送               | 火曜 19:00 - 21:00 水・木曜 19:00 - 20:00 |                       |
| 長崎県・佐賀県 | 長崎放送 NBCラジオ佐賀 | 火曜 19:00 - 21:00 水・木曜 19:00 - 20:00 |                       |
| 熊本県         | 熊本放送               | 火曜 19:00 - 21:00 水・木曜 19:00 - 20:00 |                       |
| 大分県         | 大分放送               | 火曜 19:00 - 21:00 水・木曜 19:00 - 20:00 |                       |
| 山形県         | 山形放送               | 水・木曜 19:00 - 20:00                    |                       |
| 栃木県         | 栃木放送               | 水・木曜 19:00 - 20:00                    |                       |
| 山梨県         | 山梨放送               | 水・木曜 19:00 - 20:00                    |                       |
| 長野県         | 信越放送               | 水・木曜 19:00 - 20:00                    |                       |
| 新潟県         | 新潟放送               | 水・木曜 19:00 - 20:00                    |                       |
| 富山県         | 北日本放送             | 水・木曜 19:00 - 20:00                    |                       |
| 福井県         | 福井放送               | 水・木曜 19:00 - 20:00                    |                       |
| 静岡県         | 静岡放送               | 水・木曜 19:00 - 20:00                    |                       |
| 和歌山県       | 和歌山放送             | 水・木曜 19:00 - 20:00                    |                       |
| 香川県         | 西日本放送             | 水・木曜 19:00 - 20:00                    |                       |
| 宮崎県         | 宮崎放送               | 水・木曜 19:00 - 20:00                    |                       |
| 岡山県         | RSK山陽放送            | 火曜 19:00 - 20:00                        |                       |

#### 備考
今期の当番組放送（同時ネット）日における『荻上チキ・Session』については、山陰放送が当番組の直前（18:30 - 19:00）、青森放送・IBC岩手放送・秋田放送・ラジオ福島（水・木曜）・山梨放送・信越放送・福井放送・静岡放送・RSK山陽放送・山口放送・高知放送・宮崎放送・南日本放送（火曜）が当番組の直後（20:00 - 21:00）に同時ネットとなっている。
山形放送・新潟放送・北日本放送・福井放送・和歌山放送・宮崎放送は19時台を含めて『Session』をネットするため、信越放送は19時台を自主編成・20時台を『Session』、栃木放送・山梨放送・静岡放送・西日本放送は19・20時台とも自主編成とするため、それぞれ火曜日のネットを行なわない。
四国放送は火曜20時台は当番組の同時ネットを行なわず、同じニッポン放送制作『古家正亨 K TRACKS』の遅れネットを行なう。
金曜日の放送がなくなったことにより北陸放送とラジオ沖縄がネット局から外れる。
RSK山陽放送はナイターシーズンの『RSKエキサイトナイター』の水・木曜の放送を取りやめ編成している自社制作番組の放送を継続するため、当番組は火曜のみのネットに変更。

##### 特別編成に伴う休止・時間変更
- 2024年
  - 10月1・8日 - 東北放送はプロ野球中継放送のため、番組休止。
  - 10月16・17日 - ニッポン放送では『ショウアップナイター スペシャル』、東海ラジオでは『ガッツナイタースペシャル』として、セ ファイナルステージ実況中継の第1・2戦を放送するため放送休止、東海ラジオ以外のネット局へは19:00より裏送りで放送。
  - 10月22日 - ニッポン放送のみ『ニッポン放送開局70周年特別番組 「よにのちゃんねるのオールナイトニッポンPremium」』放送のため19:00で飛び降り。19:00からはネット局向けに裏送りで放送。
  - 10月22 - 24日 - 東海ラジオは『第50回衆議院議員総選挙愛知選挙区政見放送』放送のため、22日は19:30から飛び乗り。23日 - 24日は番組休止。
  - 10月29 - 31日 - ニッポン放送では『ショウアップナイター スペシャル』、東海ラジオでは『ガッツナイタースペシャル』として、日本シリーズ実況中継 第3 - 5戦を放送するため放送休止。東海ラジオ以外のネット局では19:00より裏送りで放送。
    - 前年度までは日本シリーズ開催中は、野球中継の方でNRN回線の使用を優先させる都合もあり番組そのものを休止していたが、当年度は実質的にクライマックスシリーズ同様の中継体制（東名阪ならびに出場チーム地元局のみの中継）となったことから、現況に沿って裏送りのレギュラー番組にNRN回線を充てることになり、本番組の休止がなくなった。

  - 11月5日 - 特別番組『青春ファンタジア 菊池桃子 あなたと星の上で2024』放送のため、20:00までの短縮放送。
  - 11月12日 - ニッポン放送のみ特別番組『Road to Dream パラアスリート』放送のため20:00で飛び降り。20:00からはネット局向けに裏送りで放送。
  - 11月19日 - ニッポン放送のみ特別番組『ロングコートダディのウサギとにんじん』放送のため20:00で飛び降り。20:00からはネット局向けに裏送りで放送。
  - 11月21日 - ニッポン放送は『ショウアップナイター スペシャル』として 第3回 WBSCプレミア12 日本×アメリカ戦を放送するため19:00で飛び降り。19:00からはネット局向けに裏送りで放送。
  - 11月26日 - ニッポン放送のみ、12月2日未明（12月1日深夜）の放送休止時間が拡大されることに伴う『アニメ『ONE PIECE』25周年記念　ニッポン放送70周年記念ラジオ番組『麦わらスペース』』の代替放送を20:30に編成するため、20:30で飛び降り。20:30からはネット局向けに裏送りで放送。
  - 12月3日 - 5日・10日 - 12日 - 東海ラジオは特別番組『TOKAI RADIO MUSIC SPECIAL powered by Billboard JAPAN』（3日 - 5日）および『TOKAI RADIO Winter Special 「Dragons NewDays」』（10日 - 12日）を放送するため放送休止。
  - 12月9日 - この日は月曜日だったが、ニッポン放送のみスペシャルウィーク企画の一環として18:00 - 20:00に臨時で放送。
  - 12月10日 - ニッポン放送のみ特別番組『垣花・羽鳥・藤井のフリーなラジオ』放送のため20:00で飛び降り。20:00からは東海ラジオを除くネット局向けに裏送りで放送。
  - 12月17日 - ニッポン放送のみ特別番組『快適生活ラジオショッピングスペシャル』放送のため20:00で飛び降り。20:00からはネット局向けに裏送りで放送。
  - 12月24日 - ニッポン放送・青森放送・IBC岩手放送・ラジオ福島では『ラジオ・チャリティ・ミュージックソン』放送のため放送休止。それ以外のネット局では19:00より裏送りで放送。
- 2025年
  - 2月4日 - ニッポン放送のみ特別番組『飯田浩司と峯村健司 2025年問題 生放送で大放談会』放送のため20:00で飛び降り。20:00からはネット局向けに裏送りで放送。
  - 3月4日 - ニッポン放送のみ特別番組『ニッポン放送開局70周年記念ラジオドラマ「マミーロード」』放送のため18:45[注 58]で飛び降り。19:00からはネット局向けに裏送りで放送。
  - 3月11日 - ニッポン放送のみ特別番組『いま伝えたい地球の話〜あと5年で、私たちができること〜』放送のため20:30で飛び降り。20:30からはネット局向けに裏送りで放送。
  - 3月18日・19日 - 『ニッポン放送開局70周年記念特別番組 ショウアップナイタースペシャル』として MLBワールドツアー 東京シリーズ2025 シカゴ・カブス×ロサンゼルス・ドジャース戦を放送するため、ニッポン放送は19:00で飛び降り。以下のネット局はそれぞれ中継をネット[注 59]するため、番組休止。それ以外のネット局では19:00より裏送りで放送。
    - 18日：東海ラジオ、青森放送、IBC岩手放送、東北放送、RSK山陽放送、山口放送、大分放送、熊本放送
    - 19日：東海ラジオ、IBC岩手放送、東北放送、福井放送、静岡放送、和歌山放送、山口放送、大分放送、宮崎放送

## 番組中によく聴かれるネタ
鶴光の噂のゴールデンアワー#定番のネタに見られるような定番のやり取りは変わらず発揮されているが、当番組になってから聞かれるものも増えた。
- お○ - 田中がメールやファックスを呼び込む際に頭に「お」をつけ、「おメール（アドレス）」「おファックス」「おツイッター（またはツイート）」[注 60]と表現するほか、その「おツイッター」のハッシュタグも「おハッシュタグ」と読み上げる。これは当番組前から担当している『Song of Japan』（bayfm）でも使用している言い回し。
- 最後に「こ」はいりまへんか〜? - 番組冒頭で「おツイッター」の公式おハッシュタグを用いた呼び込み「#おま1242」を行った直後に鶴光が発するが、必ず田中から「いりまへんっ」と返される。ナイターオフ期間の放送が定着してからは「3月まで番組続けたいのでよろしくお願いします」などの返しも使われる[注 61]。
- ち〜がうっちゅうねん! - 鶴光がメールの冒頭で「長方形師匠」と書かれていると即座に返すツッコミ。2022年度からは田中も踏襲しており、あだ名（「エロおばば」など）を読み上げられると同様のツッコミを入れる。
- 「ええ加減にしなさい！」「本当にねぇ」 - 鶴光が暴走した際、田中が「ええ加減にしなさい！」とやや強めの口調で窘め、直後に2人揃って「本当にねぇ」とお茶目な口調で述べるまでがワンセット。

## 不祥事
2024年3月15日放送分の中でピンク・レディーの替え歌を複数曲放送したが、歌詞の内容があまりに低俗で公共の電波で流すには著しく不適切なもので作曲者の都倉俊一、作詞者の阿久悠などの関係者や出演者に多大な迷惑をかけたとして、2023年度のナイターオフ期放送終了後の2024年6月16日にニッポン放送の公式サイトにて謝罪した。

## スタッフ
- 野上大貴（プロデューサー）
- 内田（チーフディレクター兼ディレクター）
- 山口（ディレクター）
- 落合凌大（ディレクター）

## 関連商品
番組内の企画から誕生した商品を関連商品を以下に示す
- 日本酒「もっこり音頭」 - 通称『もっこり酒』。2024年3月、番組エンディング曲「もっこり音頭」制作を記念して誕生した日本酒。山形県の酒造メーカー、新藤酒造店の「雅山流（がさんりゅう）」普通（清酒）・スパークリング・大吟醸の三種[57]に、前島花音による描きおろしオリジナルイラストをラベルにしたもの（なお、このイラストは下記楽曲「もっこり音頭」のジャケット画像にも使用されている[注 62]）。番組限定品であり非売品。主にリスナー（20歳以上）へのプレゼントとして使用される。

### 配信シングル
- アーティスト名：笑福亭鶴光とLFもっこり社中（田中美和子・東島衣里・新行市佳・熊谷実帆）[58]

| 発売日                     | タイトル                   | 作詞                       | 作曲                       | 編曲                       | 備考                                                                                              | 規格                       | MV                         |
| テイチクエンタテインメント | テイチクエンタテインメント | テイチクエンタテインメント | テイチクエンタテインメント | テイチクエンタテインメント | テイチクエンタテインメント                                                                        | テイチクエンタテインメント | テイチクエンタテインメント |
| -------------------------- | -------------------------- | -------------------------- | -------------------------- | -------------------------- | ------------------------------------------------------------------------------------------------- | -------------------------- | -------------------------- |
| 2025年 3月18日             | もっこり音頭               | 笑福亭鶴光                 | 熊谷実帆                   | 新行市佳                   | 演奏：新行市佳（エレクトーン）、熊谷実帆（フルート） 振付：東島衣里、ジャケットイラスト：前島花音 | デジタル・ダウンロード     | [ 動画 1 ]                 |

2024年より番組エンディングに使用されている楽曲。2025年3月に配信リリースされた際に、改めてレコ―ディングが行われている。